# أنا وإيرل والفتاة المحتضرة
أنا وإيرل والفتاة المحتضرة (بالإنجليزية: Me and Earl and the Dying Girl)‏ هي رواية أمريكي من تأليف جيسي أندروز صدرت في 7 مايو 2013. الرواية حولت إلى فيلم سينمائي يحمل نفس العنوان من إخراج ألفونسو غوميز-ريجون وكاتبة جيسي أندروز وبطولة توماس مان وأوليفيا كوك ورونالد سايلر الثاني وجون بيرنثال ونيك أوفرمان. عرض الفيلم لأول مرة في مهرجان صندانس السينمائي 2015 وحظي بتصفيق حار من المشاهدين. كما حصل على جائزتين في المهرجان، الأول جائزة لجنة التحكيم الكبرى الأمريكية لأفضل فيلم درامي وجائزة الجمهور لأفضل فيلم دراما أمريكي.